# Campana Partida
Campana Partida, o més pròpiament, la partida de la Campana, és una partida rural del terme municipal de Conca de Dalt, a l'antic terme d'Hortoneda de la Conca, al Pallars Jussà, en territori de l'antic poble del Mas de Vilanova, o Vilanoveta.
Està situada al sud de Pessonada i al nord-oest del Mas de Vilanova, molt a prop d'aquest antic poble, a migdia del Serrat Gros i de la partida d'Obés, a ponent dels Campassos, al sud-est de Viars i a llevant dels Noguers de Santa.
Consta de 3,2050 hectàrees de conreus de secà, ametllers, zones de bosquina i de matolls.